# Kaliveldspaat
De mineralen-reeks kaliveldspaat is een groep van aluminium-tectosilicaten die behoren tot de veldspaten met samenstellingen tussen de eindleden albiet-orthoklaas, met albiet als natrium-houdend en orthoklaas als kalium-houdend uiterste mineraal. De reeks van mineralen is een zogenaamde vaste oplossing.

## Kaliveldspaat-reeks
- Orthoklaas - KAlSi3O8
- Sanidien
- Anorthoklaas
- Microklien
- Albiet - NaAlSi3O8

De kristallografie van de veldspaten varieert sterk met de samenstelling en is vrij complex. De symmetrie varieert van  monoklien tot triklien. Algemeen komen meerdere systemen van splijting voor, ook bestaan er hoge en lage temperatuursvormen.

## Voorkomen
De individuele kaliveldspaatmineralen, gewoonlijk verkort aangeduid als kaliveldspaat, zijn belangrijke gesteentevormende mineralen in zowel felsische stollings-, metamorfe als sedimentaire gesteenten. Een veel voorkomende kleur van kaliveldspaatkristallen is zalmroze en daarmee is het een vrij gemakkelijk te herkennen mineraal in gesteenten. Door een bepaald type verwering van kaliveldspaat ontstaat uiteindelijk gibbsiet, deze verweringsreactie is beschreven als de verweringsreactie van kaliveldspaat.